# Nuthe
La Nuthe è un fiume della Germania.
Sorge presso la località di Dennewitz, quindi attraversa le città di Jüterbog, Luckenwalde e Trebbin, entra nella città di Potsdam dove sfocia nel fiume Havel.
Il fiume Nuthe dà nome ai comuni di Nuthetal (letteralmente: "valle della Nuthe") e Nuthe-Urstromtal (letteralmente: "valle glaciale della Nuthe").